# Hiala (Nawanshahr)
Hiala é uma aldeia no distrito de Shaheed Bhagat Singh Nagar, do estado de Punjab, Índia. Ela está localizada a 6 quilómetros de distância de Rahon, a 24 quilómetros de Balachaur, a 8.6 quilómetros da sede do distrito Shaheed Bhagat Singh Nagar e a 94 quilómetros da capital Chandigarh. A aldeia é administrada por um Sarpanch, um representante eleito da aldeia.

## Demografia
De acordo com o censos de 2011, a aldeia tem um número total de 326 casas e uma população de 1477 elementos, dos quais 776 são do sexo masculino e 701 são do sexo feminino, segundo o relatório publicado pelo Censo da Índia em 2011. A taxa de alfabetização da aldeia é 77.34%, sendo que a média do estado está situada nos 75.84%. A população de crianças sob a idade de 6 anos é de 109, o que representa 7.38% da população total da aldeia, e a relação do sexo das crianças é aproximadamente 817, quando comparada com a média do estado de Punjab, 846. A maioria das pessoas pertence ao grupo Schedule Caste, constituindo cerca de 27.62% da população da aldeia. De acordo com o relatório publicado pelo Censo da Índia em 2011, 510 pessoas estavam envolvidas em actividades de trabalho fora da população total da aldeia que inclui 484 homens e 26 mulheres. De acordo com o relatório de pesquisa do censo de 2011, 83.92%dos trabalhadores descrevem o seu trabalho como sendo o principal trabalho e 16.08% dos trabalhadores estão envolvidos em actividade marginal, que fornece subsistência por um período inferior a 6 meses.

## Transporte
A estação ferroviária de Nawanshahr é a estação de comboio mais próxima. O Aeroporto de Sahnewal é o aeroporto doméstico mais próximo, encontrando-se a 53 quilómetros, em Ludhiana, e o aeroporto internacional mais próximo fica situado em Chandigarh. Outro aeroporto internacional, o de Sri Guru Ram Dass Jee, é o segundo aeroporto internacional mais próximo, que fica a 157 quilómetros, em Amritsar.